# Bernhard Schuster (compositor)
Bernhard Schuster   (Berlín, 26 de març de 1870 - 13 de gener de 1934), fou un un compositor i editor alemany.

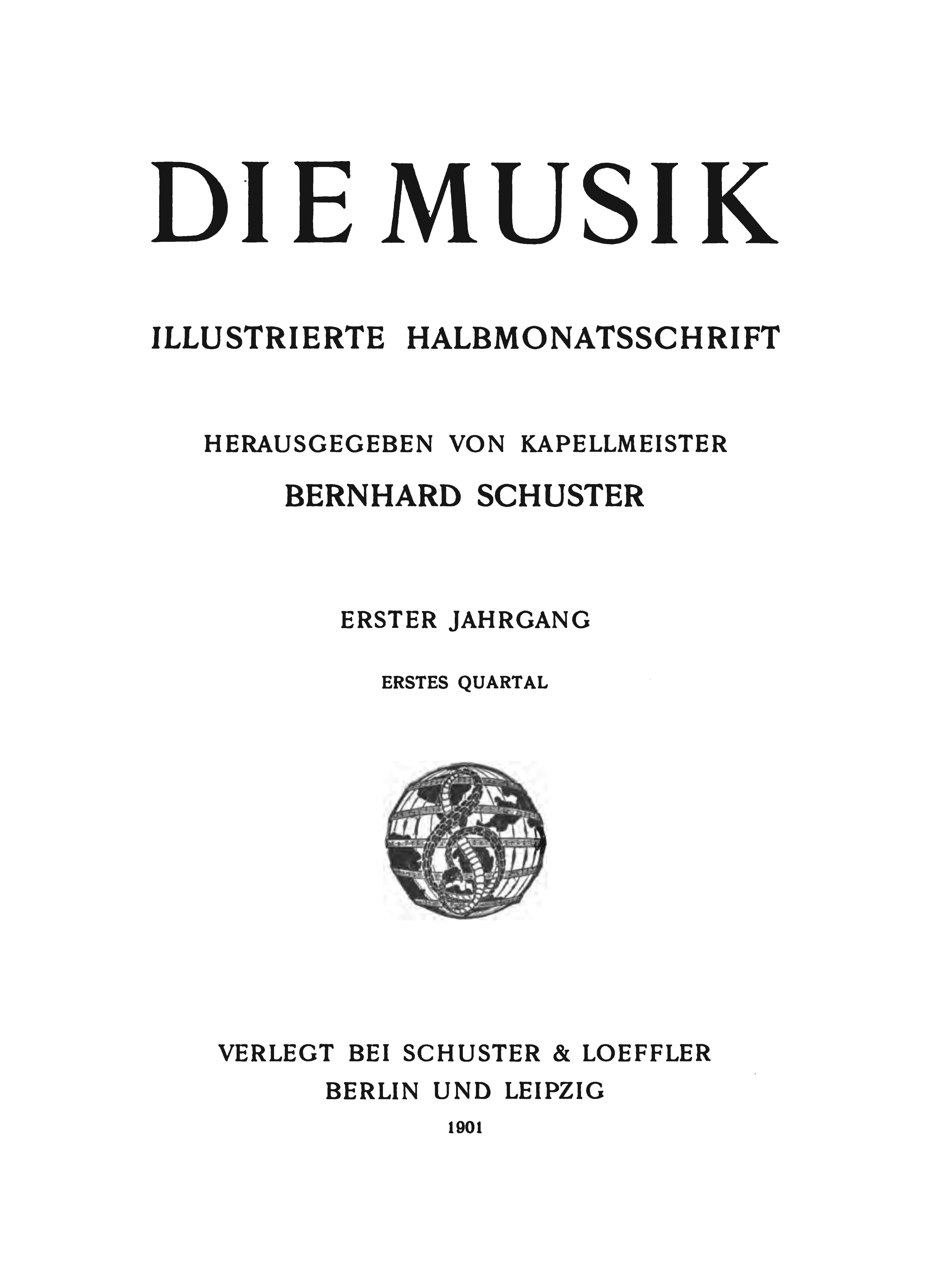

Schuster va exercir de director de teatre i va compondre algunes òperes a més de cançons i música orquestral. No obstant això, és més conegut com a editor de la revista musical Die Musik, que va començar el 1901, va deixar de publicar-se durant la Primera Guerra Mundial, però va ser reviscolada el 1922. Els escriptors musicals alemanys més famosos i nombrosos estrangers van aparèixer a Die Musik.
Entre les seves composicions i figuren diversos lieder, un quartet per a instruments d'arc, una suite per a petita orquestra, una simfonia, dues grans obres per a cor i orquestra, i una òpera.